# Liste der denkmalgeschützten Objekte in Gablitz
Die Liste der denkmalgeschützten Objekte in Gablitz enthält die 6 denkmalgeschützten, unbeweglichen Objekte der niederösterreichischen Marktgemeinde Gablitz.

## Denkmäler
| Foto |                 | Denkmal                                                                           | Standort                                              | Beschreibung                                                                           | Metadaten |
| ---- | --------------- | --------------------------------------------------------------------------------- | ----------------------------------------------------- | -------------------------------------------------------------------------------------- | --- |
| ja   | Datei hochladen | Eigner-Haus HERIS-ID: 8281 Objekt-ID: 4231                                        | Bachgasse 5 Standort KG: Gablitz                      | Zweigeschoßiges Gebäude mit flachem Giebelrisalit, im Kern aus dem 16./17. Jahrhundert | BDA-Hist.: Q38002533 Status: Bescheid Stand der BDA-Liste: 2025-06-30 Name: Eigner-Haus GstNr.: 93                                                |
| ja   | Datei hochladen | Grabkapelle Egger HERIS-ID: 8254 Objekt-ID: 4203                                  | Hauersteigstraße 30 Standort KG: Gablitz              | Historistisches Mausoleum von 1884 mit Rundbogenarkaden                                | BDA-Hist.: Q38001494 Status: Bescheid Stand der BDA-Liste: 2025-06-30 Name: Grabkapelle Egger GstNr.: 478/3 Friedhof Gablitz                      |
| ja   | Datei hochladen | Friedhofskapelle HERIS-ID: 8256 Objekt-ID: 4205                                   | nordwestlich Hauersteigstraße 30 Standort KG: Gablitz | Kapelle mit Rundbogenfenstern aus dem späten 19. Jahrhundert                           | BDA-Hist.: Q38001509 Status: § 2a Stand der BDA-Liste: 2025-06-30 Name: Friedhofskapelle GstNr.: 478/2 Friedhof Gablitz                           |
| ja   | Datei hochladen | Figurenbildstock hl. Johannes Nepomuk HERIS-ID: 8257 Objekt-ID: 4206              | bei Hauptstraße 2 Standort KG: Gablitz                | Mit 1759 bezeichnete Figur des Johannes Nepomuk                                        | BDA-Hist.: Q38001582 Status: § 2a Stand der BDA-Liste: 2025-06-30 Name: Figurenbildstock hl. Johannes Nepomuk GstNr.: 540/7 Nepomukstatue Gablitz |
| ja   | Datei hochladen | Kath. Pfarrkirche hl. Lorenz HERIS-ID: 8282 Objekt-ID: 4232                       | Kirchenplatz 3 Standort KG: Gablitz                   | 1928 erbaute Kirche mit einbezogenem barocken Vorgängerbau                             | BDA-Hist.: Q24050045 Status: § 2a Stand der BDA-Liste: 2025-06-30 Name: Kath. Pfarrkirche hl. Lorenz GstNr.: .35 Pfarrkirche Gablitz              |
| ja   | Datei hochladen | Römischer Grabstein an der Seitenwand des Hauses HERIS-ID: 59980 Objekt-ID: 71716 | Linzerstraße 62 Standort KG: Gablitz                  | Porträtstele mit Grabinschrift von 180 n. Chr., gefunden im Bereich des Rabensteins    | BDA-Hist.: Q38089456 Status: Bescheid Stand der BDA-Liste: 2025-06-30 Name: Römischer Grabstein an der Seitenwand des Hauses GstNr.: .4           |

## Ehemalige Denkmäler
| Foto |                 | Denkmal                                                   | Standort                                     | Beschreibung | Metadaten |
| ---- | --------------- | --------------------------------------------------------- | -------------------------------------------- | --- | --- |
| ja   | Datei hochladen | Kapelle des Marienheims HERIS-ID: 113777von 2022 bis 2023 | bei Hauersteigstraße 51 Standort KG: Gablitz | Der Kapellenbau stammt aus dem Jahr 1981 von Herbert Müller-Hartburg und hat die Form eines Sechsecks, das auf einem Achteck aufruht. | BDA-Hist.: Q112894887 Status: Bescheid Stand der BDA-Liste: 2023-06-05 Name: Kapelle des Marienheims GstNr.: .107, 422/1 |